# 埃尔温·曼尼
埃尔温·曼尼（Erwin Menny，1893年8月18日—1949年12月6日）是一位第二次世界大战期间的納粹德國陸軍将军，最高军衔为中将，曾指挥过多个德意志国防军陆军师，也曾获得过騎士鐵十字勳章。1944年8月21日，曼尼在指挥第84步兵師期间于法萊斯包圍戰中被俘。他于1947年或1948年获释，1949年在弗莱堡去世。